# Euryeidon
Euryeidon es un género de arañas cazadoras de hormigas del orden Araneae. Fue descrito por Dankittipakul y Rudy Jocqué en 2004.

## Especies
- Euryeidon anthonyi Dankittipakul y Jocqué, 2004
- Euryeidon consideratum Dankittipakul y Jocqué, 2004
- Euryeidon dian Lu y Li, 2023
- Euryeidon monticola Dankittipakul y Jocqué, 2004
- Euryeidon musicum Dankittipakul y Jocqué, 2004
- Euryeidon schwendingeri Dankittipakul y Jocqué, 2004
- Euryeidon sonthichaiae Dankittipakul y Jocqué, 2004